# Reason to Be
Reason to be è un singolo della rock band Kansas pubblicato nel 1979. È incluso nel sesto album della band, Monolith.

## Il testo
Il brano narra di un uomo che si interroga sul senso della vita.